# Rivière Sainte-Anne Nord-Est
Pour les articles homonymes, voir Rivière Sainte-Anne.
La Rivière Sainte-Anne Nord-Est est un affluent de la rive Est de la rivière Sainte-Anne (La Haute-Gaspésie) laquelle coule vers le nord-ouest jusqu'au littoral sud du golfe du Saint-Laurent, à la hauteur de Sainte-Anne-des-Monts.
La "rivière Sainte-Anne Nord-Est" coule dans les canton de Boisbuisson et de la Potardière, dans le territoire non organisé du Mont-Albert, dans la municipalité régionale de comté (MRC) de La Haute-Gaspésie, dans la région administrative de Gaspésie-Îles-de-la-Madeleine, au Québec, au Canada.

## Géographie
La "rivière Sainte-Anne Nord-Est" prend sa source en zone montagneuse dans une petite vallée encaissée entre le Mont Rolland-Germain (à l'Est) et le Mont Sainte-Anne (à l'Ouest), dans le Parc national de la Gaspésie. Cette source est située à 22,1 km au sud du littoral sud du golfe du Saint-Laurent, à 3,9 km au nord du sommet du Mont Jacques-Cartier, à 2,0 km au nord-ouest du sommet du "Mont de la Passe", à 1,2 km du sommet du "Mont Rolland-Germain" et à 1,8 km du sommet du "Mont Sainte-Anne".
À partir de sa source, la "rivière Sainte-Anne Nord-Est" coule sur 24,5 km, d'abord en contournant par le nord le "Mont Sainte-Anne". Son cours se répartit selon les segments suivants :
- 4,0 km vers le nord, en passant à l'ouest du "Mont Auclair" et à l'Est du "Mont Sainte-Anne", jusqu'à un ruisseau (venant de l'est) lequel draine le versant ouest du "Petit Mont Auclair" ;
- 1,3 km vers l'Ouest, en passant du côté sud-est de la "montagne du Cristal", jusqu'à la confluence d'un ruisseau (venant du nord-est) ;
- 1,7 km vers le sud-ouest, en traversant le "Petit Lac Sainte-Anne" (longueur : 1,1 km ; altitude : 627 m) sur sa pleine longueur, jusqu'à son embouchure ;
- 2,1 km vers le sud-ouest, jusqu'au ruisseau des Cascades (venant du sud-est) ;
- 0,9 km vers l'ouest, jusqu'au "ruisseau des Quatre Lacs" (venant du nord-est) ;
- 2,9 km vers le sud-ouest, jusqu'à la route forestière ;
- 1,1 km vers le sud-ouest, jusqu'à la limite du canton de la Potardière ;
- 2,1 km vers le sud-ouest, jusqu'à la confluence du ruisseau Porc-Épic (venant du nord-ouest) ;
- 2,8 km vers le sud, jusqu'au pont de la route forestière ;
- 5,6 km vers le sud-ouest, en recueillant les eaux du ruisseau aux Américains (venant de l'Est), jusqu'à sa confluence[2].

La Rivière Sainte-Anne Nord-Est se déverse sur la rive Est de la rivière Sainte-Anne, dans le canton de la Potardière. Cette confluence est située du côté nord-est du sommet du Mont Albert.

## Toponymie
Le toponyme "rivière Sainte-Anne Nord-Est" a été officialisé le 5 décembre 1968 à la Commission de toponymie du Québec.